# 候 (星官)
候是中国古代星官名，属三垣之中的天市垣，指的是	负责观察天象的官员，候星官共由一星组成，在现在通用的88星座中属于蛇夫座。

## 候一星
- 候，蛇夫座α，视星等2.08

## 候增五星
清钦天监1752年编成《仪象考成》星表，候增加了5颗肉眼可见的星。